# Campeonato de Turquía de Ciclismo en Ruta
Los Campeonatos de Turquía de Ciclismo en Ruta se organizan anualmente desde el año 2006 para determinar el campeón ciclista de Turquía de cada año. El título se otorga al vencedor de una única carrera. El vencedor obtiene el derecho a portar un maillot con los colores de la Bandera de Turquía hasta el Campeonato de Turquía del año siguiente.

## Palmarés
| Año  | Ganador        | Segundo             | Tercero                 |
| 2006 | Bilal Akgul    | Kamil Alev          | Halil Korkmaz           |
| 2007 | Ugur Marmara   | Mehmet Mutlu        | Orhan Sahin             |
| 2008 | Orhan Sahin    | Nazim Bakirci       | Kemal Küçükbay          |
| 2009 | Mustafa Sayar  | Eyüp Karagöbek      | İsmail Akşoy            |
| 2010 | Behçet Usta    | Nevzat Kizal        | Gökhan Hasta            |
| 2011 | Kemal Küçükbay | Nazim Bakirci       | Ugur Marmara            |
| 2012 | Miraç Kal      | Mustafa Sayar       | Muhammet Eyüp Karagöbek |
| 2013 | Nazim Bakirci  | Bekir Baki Akırşan  | Miraç Kal               |
| 2014 | Feritcan Şamlı | Rasim Reis          | Gökhan Hasta            |
| 2015 | Ahmet Akdilek  | Bekir Baki Akırşan  | Fatih Keleş             |
| 2016 | Onur Balkan    | Ahmet Örken         | Recep Ünalan            |
| 2017 | Onur Balkan    | Oguzhan Tiryaki     | Ahmet Örken             |
| 2018 | Onur Balkan    | Muhammed Atalay     | Mustafa Sayar           |
| 2019 | Ahmet Örken    | Onur Balkan         | Feritcan Şamlı          |
| 2020 | Onur Balkan    | Halil İbrahim Doğan | Emre Yavuz              |
| 2021 | Onur Balkan    | Batuhan Özgür       | Ahmet Örken             |
| 2022 | Mustafa Sayar  | Halil İbrahim Doğan | Onur Balkan             |
| 2023 | Burak Abay     | Ahmet Örken         | Tahir Yigit             |
| 2024 | Doğukan Arikan | Serdar Anıl Depe    | Burak Abay              |
| 2025 | Samet Bulut    | Burak Abay          | Muhammed Erkan          |